# ビタリ・タイベルト
ビタリ・タイベルト（Vitali Tajbert、1982年5月25日 - ）は、ドイツのプロボクサー。カザフ出身。元WBC世界スーパーフェザー級王者。技巧派で正確なパンチでポイントを取る手法を取るタイプの選手。

## 来歴
カザフに生まれ、1992年にドイツ・シュトゥットガルトに移住した。
2004年、ドイツ代表としてアテネオリンピックフェザー級に出場し、銅メダルを獲得した。
2005年12月3日、ドイツでプロデビューし、初回KO勝ちを収めた。
2008年12月5日、EBU欧州スーパーフェザー級王者セルゲイ・グリャケビッチに挑戦し、0-3の判定負けでプロキャリア18戦目での初黒星となった。
2009年11月21日、WBC世界スーパーフェザー級暫定王者ウンベルト・グティエレスに挑戦し、3-0の判定勝ちで暫定王座を獲得した。
2010年3月、正規王者であったウンベルト・ソトのライト級転向により正規王者に認定された。
2010年5月22日、王座防衛戦でヘクトール・ベラスケスと対戦。初回に偶然のバッティングでタイベルトが左目上をカットし、9回終了時負傷判定勝ちを収め王座初防衛に成功した。
2010年11月26日、日本の日本ガイシホールにて元WBC世界フェザー級王者粟生隆寛を迎えて2度目の防衛戦を行い、3回に粟生のカウンターを受けてプロ・アマ通じて初のダウンを喫した末に12回判定負けし、王座から陥落した。
その後休養等を挟み、2011年9月24日、1年ぶりの復帰戦を6回戦で行い、ハンブルクのディマ・スポーツセンターにてアンドレイ・コースティンと再起戦を行った。試合は終始タイベルトが優位に進め、正確なパンチでポイントを取り、ジャッジ3人揃ってフルマークをつける圧勝で再起に成功した。
2012年1月28日、ハンブルクにてベネズエラのホセ・ルイス・グラテロルとスーパーフェザー級契約8回戦で対戦し、最大6点を付けて3-0の判定で圧勝。世界王者奪還への準備が万端であることをアピールした。
ライト級に転向。
2012年10月12日、ミッチェル・ドゥフェック(チェコ)とライト級でのテスト戦を行い、判定勝ちを収め再起3連勝を果たした。

## 獲得タイトル
- WBC世界スーパーフェザー級王座(防衛1)